# Pittosporum tobira
Espèce

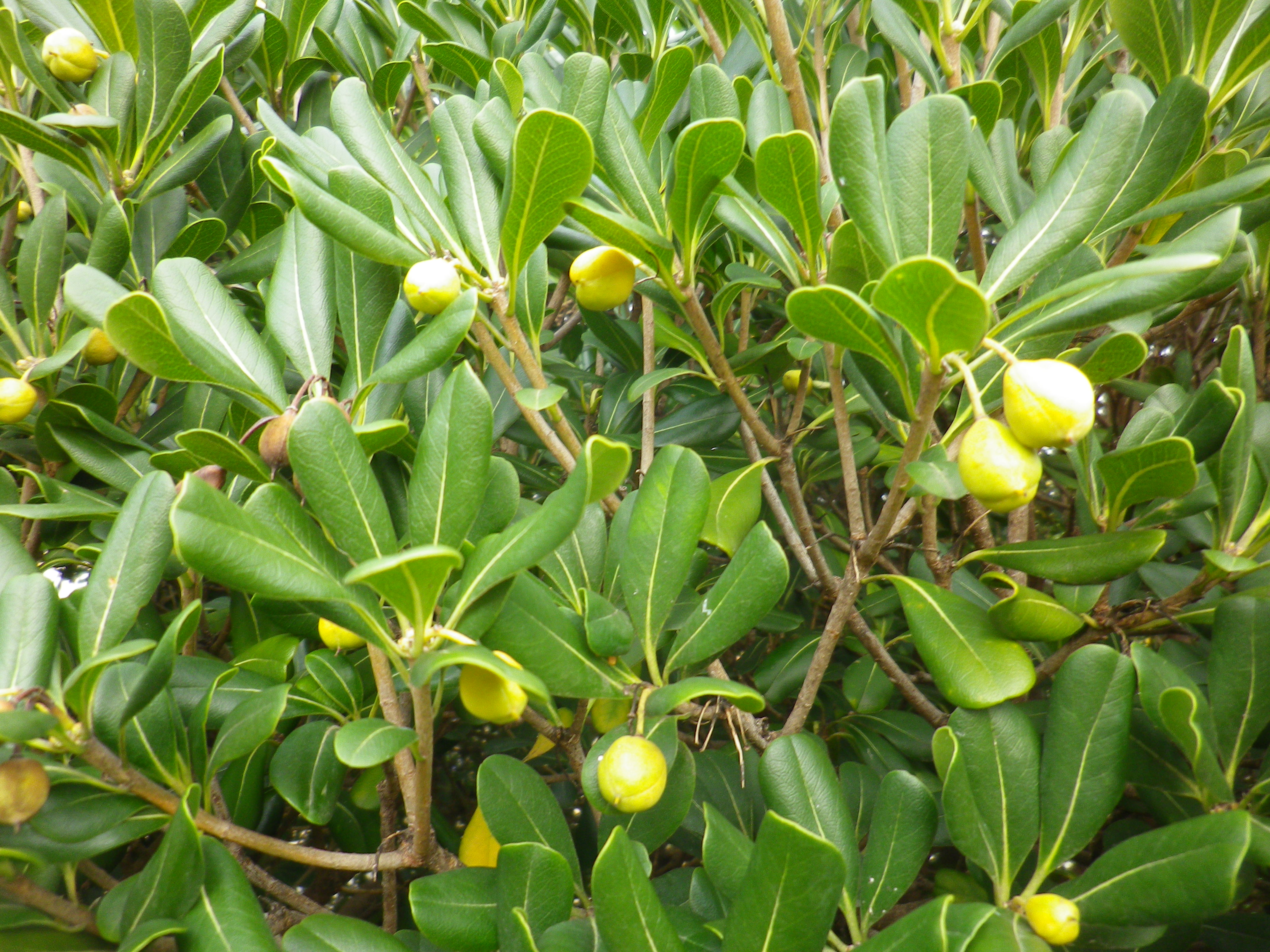
Feuilles et fruits immatures.

Pittosporum tobira (en français : Pittosporum du Japon ou plus simplement Pittospore du Japon ou Arbre des Hottentots) est une espèce de plantes à fleurs de la famille des Pittosporaceae. Cet arbre est faiblement rustique puisque originaire des îles du Pacifique et des régions chaudes d'Asie.

## Description
Pittosporum tobira atteint facilement trois à cinq mètres de haut non taillé, avec une croissance à forte densité.
Le tronc brun ramifié se termine en forme de panicule qui portent les feuilles et les fleurs.
Les feuilles sont de couleur vert foncé, de forme ovoïde, brillantes et alternes. Elles peuvent faire jusqu'à huit centimètres de long pour trois de large.
Les fleurs, de couleur blanche, ont une odeur similaire à la fleur d'oranger et apparaissent en avril ou en mai.
Les fruits, verts, s'ouvrent à l'automne, par trois valves, en graines orangées et collantes entourées d'un liquide gluant.

## Galerie

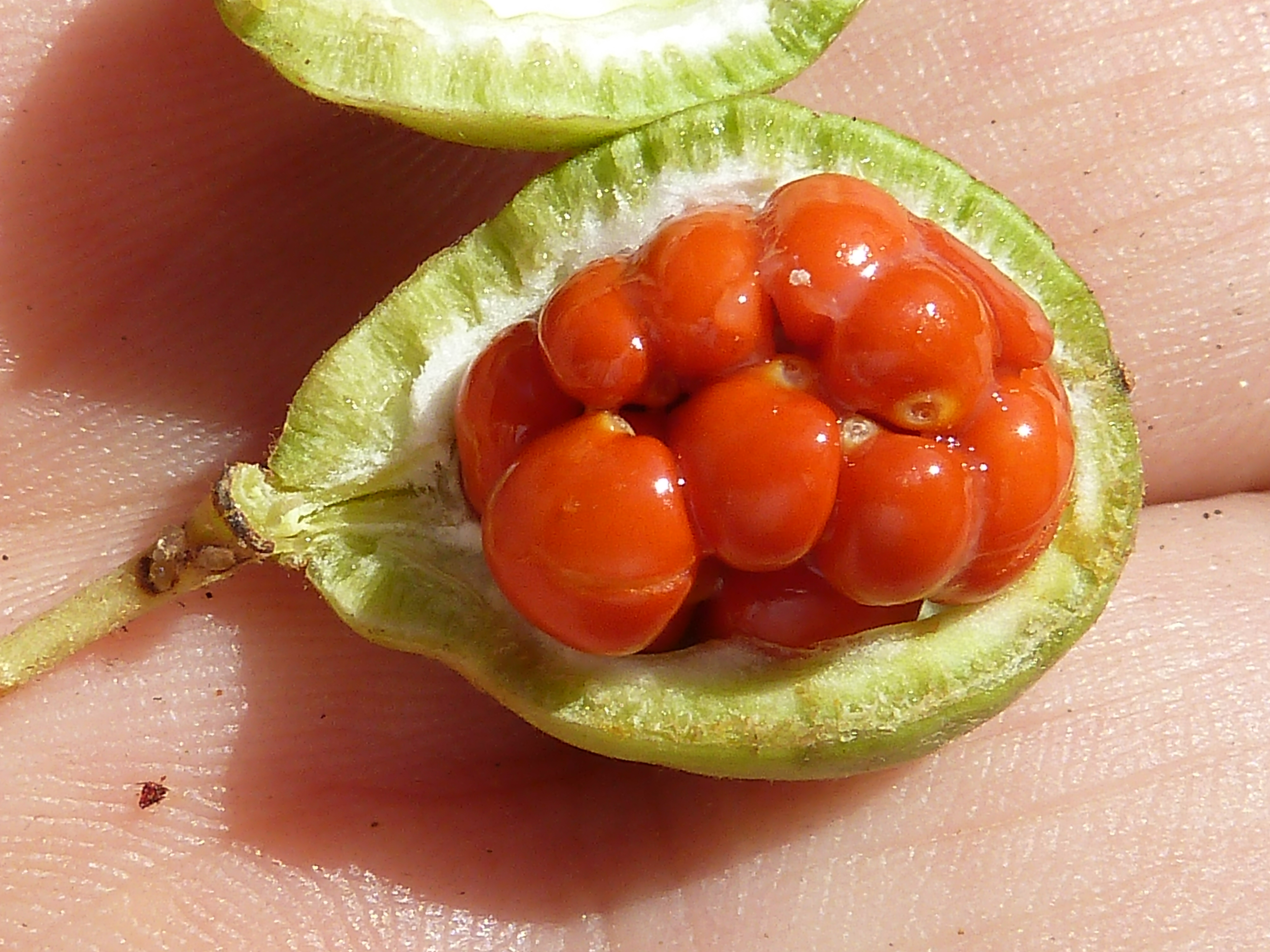
Fruit artificiellement ouvert et graines gluantes.
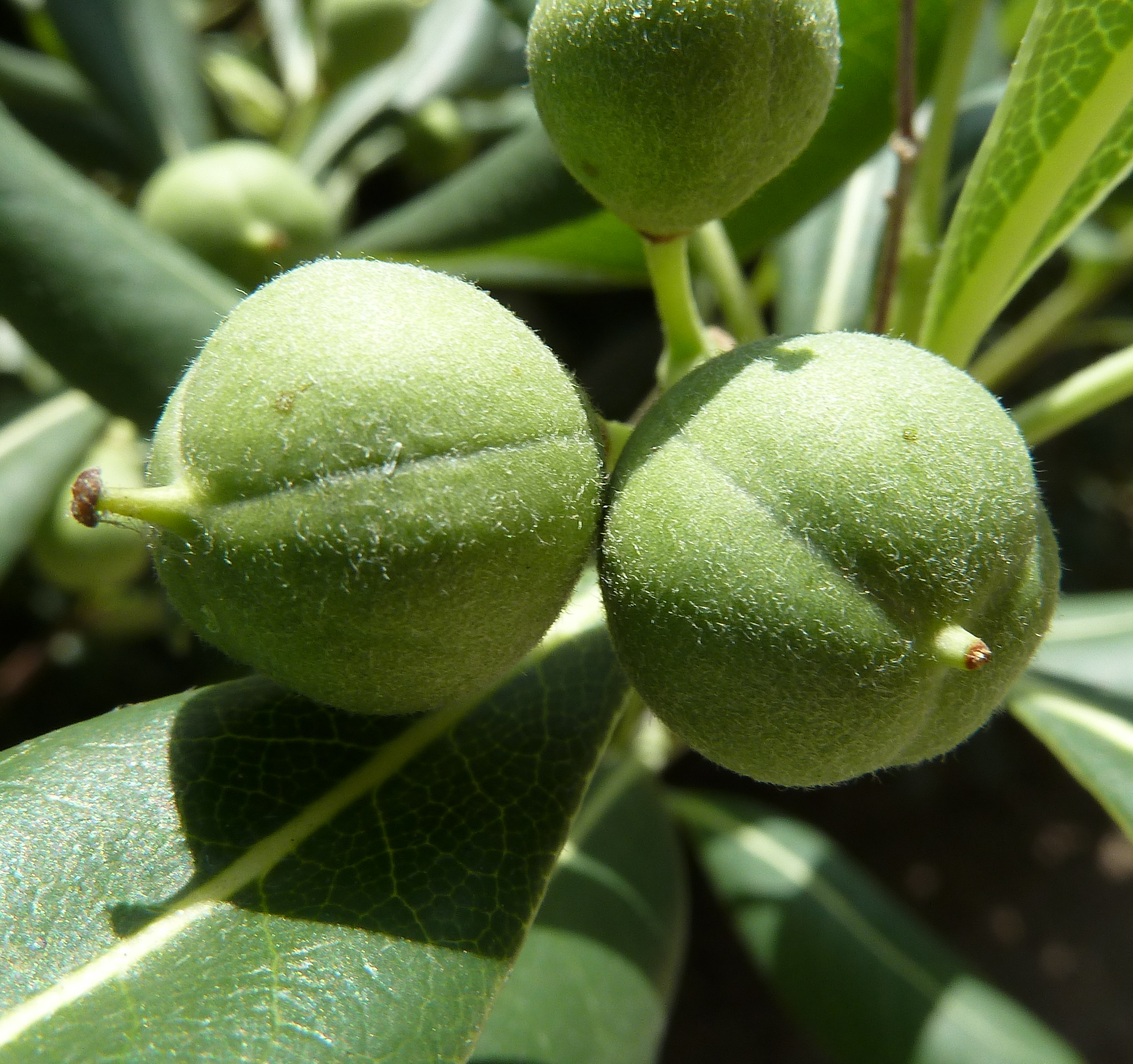
Fruits immatures.
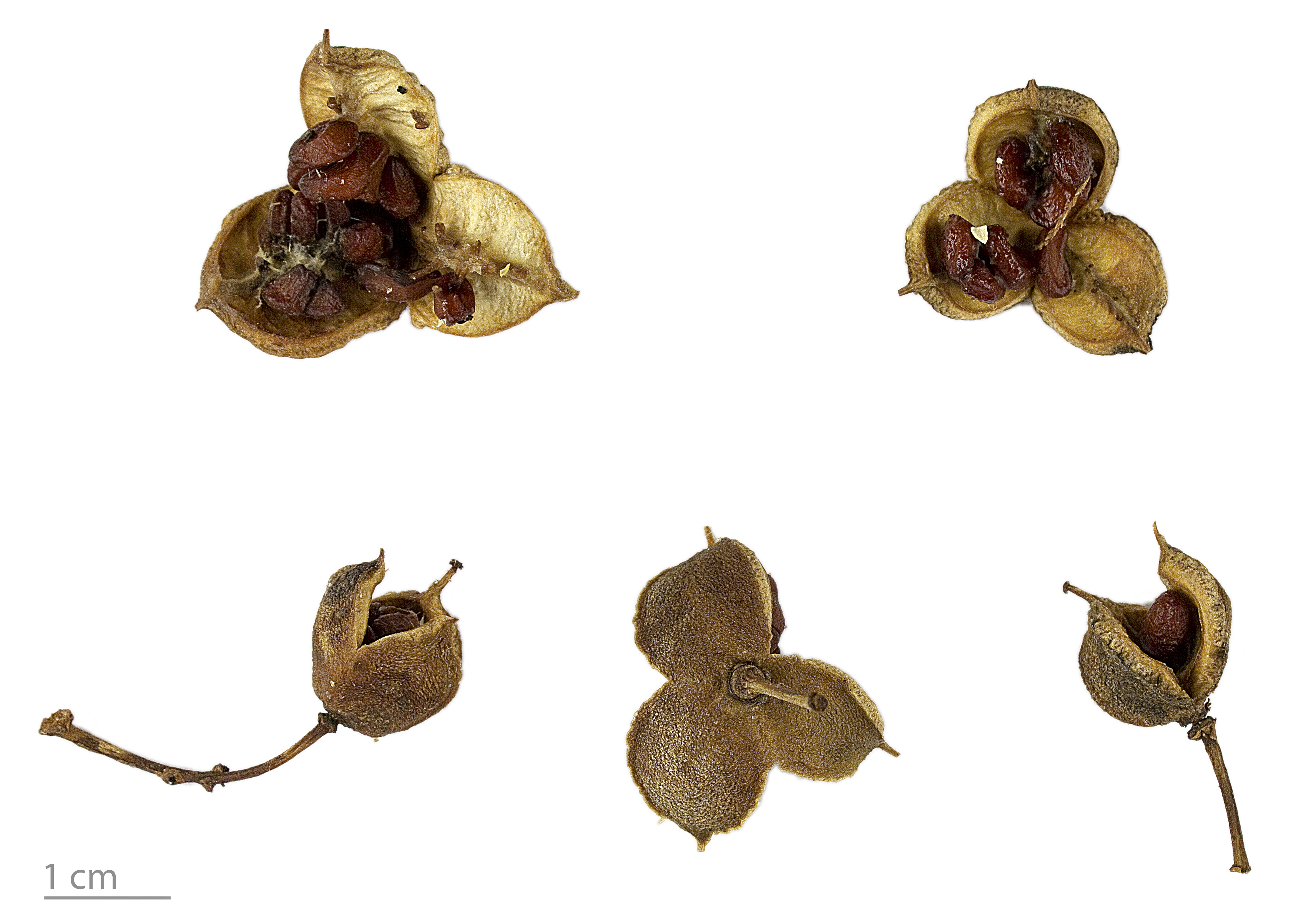
Muséum d'histoire naturelle de Toulouse